# NGC 825

NGC 825

NGC 825 في الفهرس العام الجديد، هي مجرة، تقع في كوكبة قيطس. اكتشفت في 18 نوفمبر 1863 بواسطة ألبرت مارث.

## روابط خارجية
- NGC 825 على موقع ويكي سكاي: DSS2, SDSS, GALEX, IRAS, Hydrogen α, X-Ray, Astrophoto, Sky Map, Articles and images